# Liste der obersten Kolonialbeamten von St. Vincent
Die Vizekönige von St. Vincent und den Grenadinen waren seit 1763 die obersten Kolonialbeamten in der Kolonie. Zunächst Lieutenant Governors des British Settlement (1763), wechselte das Amt mehrfach die Titel, bis die Kolonie 1979 die Unabhängigkeit vom Vereinigten Königreich erlangte.

## Lieutenant Governors (1763–1776)
- George Maddison, 1763–1764
- Joseph Higginson, 1764–1766
- Lauchlin McLean, 1766
- Ulysses FitzMaurice, 1766–1772
- Valentine Morris, 1772–1776

## Governors (1776–1833)
- Valentine Morris, 1776–1779
- Charles-Marie de Trolong du Rumain, 1779 (Französische Besetzung)
- Antoine Dumontet, 1779–1780 (franz.)
- Philippe François Rouxel de Blanchelande, 1780–1781 (franz.)
- Jean-Baptiste Vigoureux Duplessis, 1781–1782 (franz.)
- Pierre-Jean-François de Feydeau, March 1782–1783, interim (franz.)
- Edmund Lincoln, 1783–1787
- James Seton, 1787–1798
- William Bentinck, 1798–1802
- Henry William Bentinck, 1802–1806
- Robert Paul (1. Amtszeit, acting), 1805–1806
- George Beckwith, 1806–1808
- Robert Paul (2. Amtszeit, acting), 1807
- Charles Brisbane, 1808–1829
- Robert Paul (3. Amtszeit, acting), 1808–1809
- Robert Paul (4. Amtszeit, acting), 1810–1812
- Robert Paul (5. Amtszeit, acting), 1816–1817
- William John Struth (acting), 1829–1831
- Sir George Hill, 1831–1833

## Lieutenant Governors (1833–1886)
1833 wurde Saint Vincent and the Grenadines administrativ den British Windward Islands zugeteilt.  Ein Lieutenant Governor war oberster Beamter in Saint Vincent, aber unterstellt dem Governors of Barbados and the Windward Islands (bis 1885) oder dem Governor of the Windward Islands (ab 1885).
- George Tyler, 1833–1842
- Richard Doherty, 1842–1845
- Sir John Campbell, 1845–1853
- Richard Graves MacDonnell, 1853–1854
- Edward John Eyre, 1854–1861
- Anthony Musgrave, 1861–1864
- George Berkeley, 1864–1871
- William Hepburn Rennie, 1871–1875
- George Dundas, 1875–1880
- Augustus Frederick Gore, 1880–1886

## Administrators (1886–1969)
- Robert Baxter Llewelyn, 1886–1889
- Irwin Charles Maling, 1889–1893
- John Hartley Sandwith, 1893–1895
- Harry Langhorne Thompson, 1895–1901
- Edward John Cameron, 1901–1909
- Charles Gideon Murray, 1909–1915
- Reginald Popham Lobb, 1915–1923
- Robert Walter, 1923–1929
- Herbert Walter Peebles, 1929–1933
- Arthur Francis Grimble, 1933–1936
- Arthur Alban Wright, 1936–1938
- William Bain Gray, 1938–1941
- Alexander Elder Beattie, 1941–1944
- Ronald Herbert Garvey, 1944–1948
- Walter Fleming Coutts, 1948–1955
- Alexander Falconer Giles, 1955–1961
- Samuel Horatio Graham, 1961–1966
- John Lionel Chapman, 1966–1967
- Hywel George, 1967–27. Oktober 1969

## Governors of Saint Vincent and the Grenadines (1969–1979)
Am 27. Oktober 1969 wurde Saint Vincent and the Grenadines ein Associated State des Vereinigten Königreiches und erhielt Kompetenzen zur Verantwortung der eigenen internen Verwaltung.
- Hywel George, 27. Oktober 1969–27. Oktober 1970
- Rupert Godfrey John, 27. Oktober 1970–1976
- Sydney Gun-Munro, 1976–27. Oktober 1979

Am 27. Oktober 1979 errangen Saint Vincent and the Grenadines Unabhängigkeit vom Vereinigten Königreich. Die Liste der Vizekönige nach der Unabhängigkeit wird in der Liste der Generalgouverneure von St. Vincent und die Grenadinen fortgeführt. Sydney Gun-Munro führte als der erste Generalgouverneur unter dem neuen Titel sein Amt weiter.